# Masia del Pusero
La Masia del Pusero (Pucero) o de la Puça, també anomenada de Sant Josep, és una masia de l'Eliana, situada al carrer de la Immaculada, al Pla de la Paella, a l'est del barranc de Mandor i travessada pel ferrocarril de Llíria. El Diccionario Geográfico Estadístico de Pascual Madoz conté una entrada pròpia, a més de fer-ne referència a l'entrada de la Pobla de Vallbona. La finca feia una extensió d'unes 400 fanecades, en part erm i en part plantat de cereal, vinya, garroferes i pins. Comprenia un edifici de dos habitatges amb quadres, corrals comunals, etcètera.
El diari «La Correspondencia de Valencia» dels dies 3,5,8 i 10 de novembre del 1903 n'anunciava la subhasta. Fou adquirida pel senyor Honorio Orts Giménez, casat amb la senyora Carolina Faus Espí. La finca l'heretà la filla d'estos, la senyora Josefa Orts Faus, casada amb el senyor Francisco Cerdà Reig, que ocupà diversos càrrecs públics (cap del Cos Jurídic Militar i President de la Diputació de València i Procurador en Corts des del 1949 fins a la seua mort el 1958). L'onze de novembre del 1948, aquests propietaris van vendre la finca als fills dels antics masovers, els senyors Vicente, Enrique, Julián i José María Coll Molina. És des d'aquest moment que s'inicia la urbanització dels terrenys, donant lloc al que es coneix com a Mont-i-sol (o Montsol).
El mas del Pusero és una de les poques masies que es conserven al segle xxi, habitades encara pels descendents de la família Coll Molina, coneguts amb els malnoms de puseros o maseros. A la façana de l'edifici s'aprecia un retaule de manisetes amb la imatge de Sant Josep.